# Al Ahli Sports Club
El Al-Ahli SC es un equipo de fútbol catarí que juega en la Liga de fútbol de Catar, la liga de fútbol más importante del país.

## Historia
Fue fundado en el año 1950 en la capital, Doha, con el nombre Al Najah SC por fundadores del desaparecido club Sawt al-Arab, y es considerado el club deportivo más antiguo de Catar, aunque formalmente fue fundado en el año 1964 debido a la resolución No.2 y jugaron su primer partido oficial ante el Muharraq Club de Baréin.
En 1972 se fusionaron con el Sanjah SC y adoptaron su nombre actual, así como sus colores actuales, aunque nunca han sido campeones de la máxima categoría, siendo sus logros más importantes 4 títulos de copa.
A nivel internacional han participado en 2 torneos continentales, en los cuales nunca han podido superar la segunda ronda, y también han estado en competiciones de la UAFA, en la cual han estado en 2 ocasiones en la Liga de Campeones Árabe.

## Palmarés
- Segunda División de Catar: 1

2012/13
- Copa del Emir de Catar: 4

1973, 1981, 1987, 1992

## Participación en competiciones de la AFC
| Temporada | Torneo           | Ronda      | Club        | Casa  | Visita | Global |
| --------- | ---------------- | ---------- | ----------- | ----- | ------ | ------ |
| 1993      | Recopa de la AFC | Preliminar | Al-Arabi SC | 0-0   | 0-1    | 0-1    |
| 1999      | Recopa de la AFC | 1          | Nejmeh SC   | w.o.1 | 0-0    | 0-0    |
| 1999      | Recopa de la AFC | 2          | Al-Ittihad  | 0-0   | 1-7    | 1-7    |

1- El Nejmeh SC abandonó el torneo.

## Participación en competiciones de la UAFA
- Liga de Campeones Árabe: 2 apariciones

2003/04 - Primera ronda
2007/08 - Primera ronda

## Gerencia
- Presidente:  Sheikh Ahmed bin Hamad Al Thani
- Vice-presidente:  Khalaf Ahmed Mannai
- Secretario General:  Khaled Abdullah Shabib
- Director de Fútbol:  Ibrahim Al Karaniris
- Director del Departamento de Fútbol:  Khalid Shabib
- Director de Asuntos Deportivos:  Abdullah Jassim

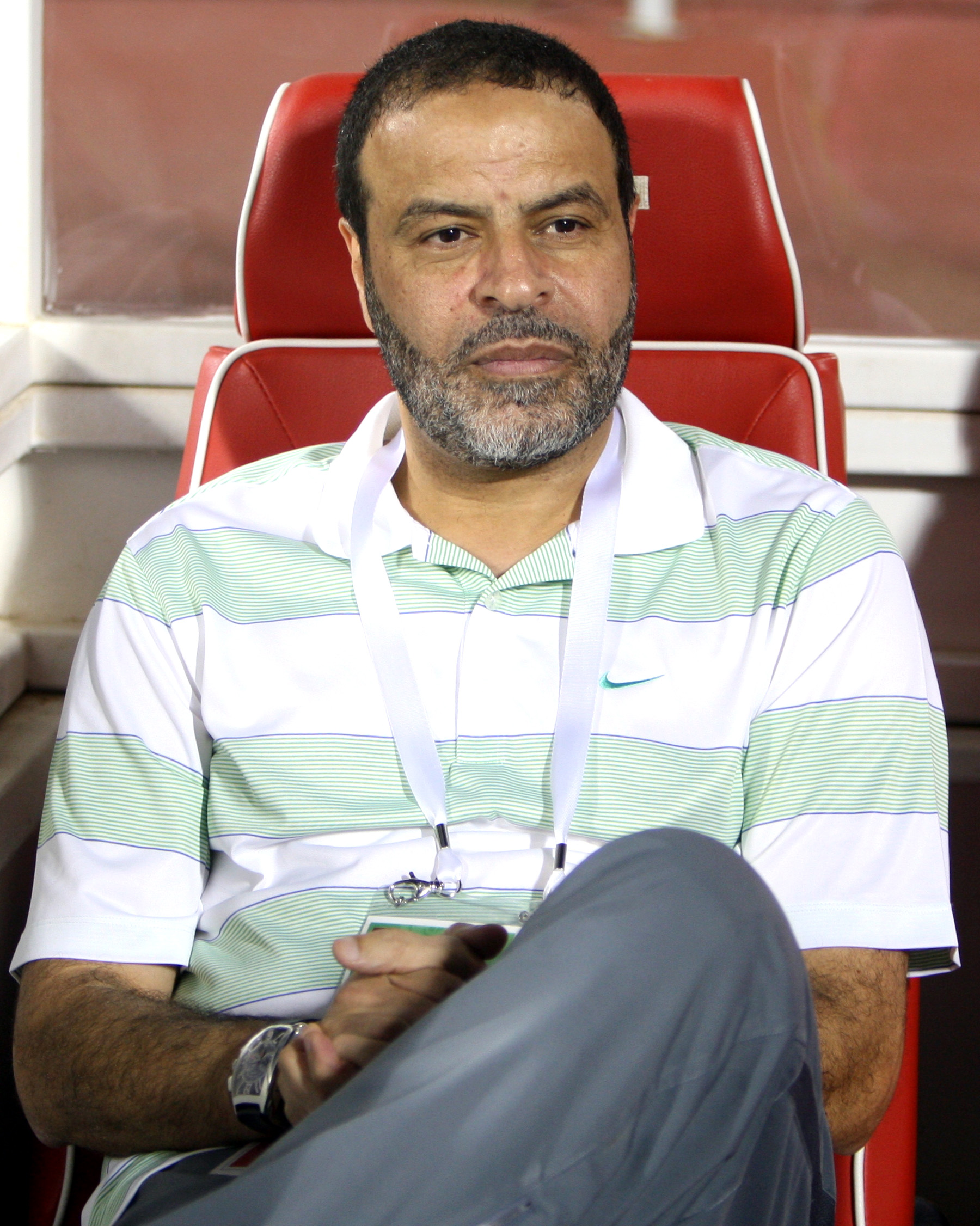
Abdullah Mubarak, exentrenador del Al Ahli.

- Director de Mercadeo:  Yaqoub Nasser
- Administrador:  Ismail Ahmed

- Fuente:[1]

## Presidentes
| N.º | Nombre                            | N.º | Nombre                                 |
| --- | --------------------------------- | --- | -------------------------------------- |
| 1   | Naji Musaad                       | 8   | Abdullah Mohammed Ghurery              |
| 2   | Sheikh Mubarak bin Ahmed Al-Thani | 9   | Ali Bin Ali Ahmed                      |
| 3   | Sheikh Ali bin Abdulaziz Al-Thani | 10  | Sheikh Abdulrahman bin Nasser Al-Thani |
| 4   | Sheikh Mohammed bin Saud Al-Thani | 11  | Abdullah Ahmad Hashemi                 |
| 5   | Sultan bin Sultan                 | 12  | Mohammed Kadhim Ibrahim                |
| 6   | Abdulaziz Fahad Bozzoer           | 13  | Sheikh Khalid bin Ali Al Thani         |
| 7   | Abdulqadir Al Moghaisib           | 14  | Sheikh Ahmed bin Hamad Al Thani        |